# 전쟁청
전쟁청(독일어: Kriegsamt 크릭스암트[*])은 제1차 세계대전 중이던 1916년 독일 제국에서 설치한 전시경제관리기관이다. 바이에른 왕국은 자체 전쟁청을 따로 가졌다.
전쟁청은 최상급육군지휘부(OHL)의 힌덴부르크 프로그램에 따라 1916년 11월 1일 설치되었다. 전시경제를 중앙집중화하여 경제동원과 노동력 조직을 책임졌다. 빌헬름 2세 명의의 내각명령에서 전쟁청은 “전쟁수행에 관련된 모든 문제를 관리하는 것”이 임무였으며, 그 “모든 문제”에는 노동력의 조달과 사용 및 급양, 천연자원과 무기 및 탄약의 조달이 포함되었다. 기본적으로 전쟁청은 1916년 통과된 조국보조근무법의 집행기관이었다. 전쟁청의 업무는 물자 민 인력의 조달관리에 머무르지 않고, 군수산업체들을 장악하여 생산제품을 통제하는 데까지 미쳤다. 그 권한이 막강하여 전쟁청이 비전투 작전의 중지를 명령할 수도 있었다.
초대 청장은 빌헬름 그뢰너였다. 경제통제가 목적이었던 전쟁청은 군사부문과 문민부문이 혼재되어 있었고, 군사참모장은 에른스트카를 폰 크레치만 소령, 민사참모장은 프리드리히 크루프 주식회사 그루존베르크 이사 쿠르트 조르게가 맡았다. 전쟁청의 직제는 군단급 장군사령부들(Generalkommandos)에 지시를 내릴 수 있게 하기 위해 프로이센 전쟁부 산하에 속했지만, 명목상인 얘기였고 실질적으로는 OHL의 하부기관이었다. 전쟁청 산하에는 전쟁대체노동과(Kriegsersatz- und Arbeitsdepartement), 무기탄약조달청(WUMBA), 전쟁자원청(KRA), 피복조달청(Bekleidungsbeschaffungsamt), 수출입과(Abteilung für Aus- und Einfuhr), 민족급양과(Abteilung für Volksernährung)가 있었다. 그리고 각 장군사령부들에 출장소가 27개소 있었다.
전쟁청은 설치 이후 내무국가청, 각 제후국들의 전쟁부, 그리고 각급 지휘관들 등 다른 정부기관들과 마찰을 빚었다. 비전투 작전 중단권도 실제로 행사하려고 하면 여러 층위의 무수한 행위자들이 반발하여 제대로 된 행사가 어려웠다. 
전쟁청의 성과는 전시물자 생산 및 다른 임무들에 대해 OHL이 기대한 수준에 미치지 못했고, 전쟁청장 그뢰너는 에리히 루덴도르프의 신임을 잃게 되었다. 이 문제는 특히 그뢰너가 국가를 위해 중공업 업체들의 이윤을 깎자고 제안했을 때 격화되었다. 그뢰너는 중공업 기업들이 전시특수로 막대한 이윤을 올리는 것을 못마땅해했고, 노동자들의 관점에 가까운 의견을 표명했다. 그뢰너는 노동조합들과 만나려 시도했다가 보수주의자들의 분노와 비난을 샀다. 하여 1917년 8월 그뢰너는 실각하고 하인리히 쇼이히가 전쟁청장이 되었다. 쇼이히는 1918년 10월 프로이센 전쟁장관으로 승진했고, 그 후임으로 울리히 호프만이 청장이 되었다가 1919년 10월 1일 청이 해산될 때까지 직을 유지했다. 해산 직전까지 전쟁청은 동원해제 업무를 처리하고 있었으나, 그뢰너가 잘렸을 때부터 이미 전쟁청의 권력은 꺾였었다.